# Premiul Jules Verne
Premiul Jules Verne (ca un omagiu adus lui Jules Verne) a fost un premiu literar care a fost acordat unor autori francezi în 1927-1933 și 1958-1963 pentru lucrări de aventură fantastică și science-fiction. Câștigătorii în ordine cronologică sunt:
- 1927 : La petite fille de Michel Strogoff (Octave Beliard)
- 1928 : Le secret des sables (J.L. Gastion-Pastre)
- 1929 : L'Ether-alpha (Albert Bailly)
- 1930 : L'île au sable vert (Tancrède Vallerey)
- 1931 : L'étrange menace du Pr Ioutchkoff (H. de Peslouan)
- 1932 : l'Étrange disparition de James Butler. (Pierre Palau) (acordat unui western)
- 1933 : Les vaisseaux en flammes (Jean T. Samat)

---
- 1958 : L'adieu aux astres (Serge Martel)
- 1959 : Surface de la planète (Daniel Drode)
- 1960 : La machine du pouvoir (Albert Higon)
- 1961 : Le sub-espace (Jérome Seriel)
- 1962 : Le Ressac de l'espace (Philippe Curval)
- 1963 : Métro pour l'enfer (Vladimir Volkoff)

---
- 2000? : L'Empire des Anges (Bernard Werber)

Dereck și Beverly Joubert, realizatori de filme documentare și exploratori pentru National Geographic Society, au primit pe 21 aprilie 2007, premiul Jules Verne al naturii, premiu acordat anual ca o recunoaștere pentru cei implicați în educarea publicului privind protecția speciilor pe cale de dispariție. Ei au primit premiul pentru documentarul lor L'oeil du léopard, care prezintă viața unei tinere feline și a mamei sale timp de trei ani în Delta Okavango, Botswana. O țară pentru care pledează pentru conservarea vieții sălbatice de douăzeci de ani.  
Un Premiu Jules Verne este acordat și de un congres scandinav de literatură științifico-fantastică pentru cel mai bun roman al anului publicat în suedeză.